# Castle Morpeth
Castle Morpeth – były dystrykt w hrabstwie Northumberland w Anglii. W 2001 roku dystrykt liczył 49 001 mieszkańców.

## Civil parishes
- Belsay, Capheaton, Cresswell, East Chevington, Ellington and Linton, Hartburn, Hebron, Heddon-on-the-Wall, Hepscott, Longhirst, Longhorsley, Lynemouth, Matfen, Meldon, Mitford, Morpeth, Netherwitton, Pegswood, Ponteland, Stamfordham, Stannington, Thirston, Tritlington and West Chevington, Ulgham, Wallington Demesne, Whalton, Widdrington i Widdrington Station and Stobswood[2].